# Joana Marchão
Joana Filipa Gaspar Silva Marchão (* 24. Oktober 1996 in Abrantes) ist eine portugiesische Fußballspielerin. Sie steht derzeit bei Servette FC unter Vertrag und spielt seit 2017 für die A-Nationalmannschaft.

## Karriere

### Vereine
Joana Marchão spielte in ihrer Jugend für SA Benfica und UFCI Tomar. Ihren ersten Profivertrag unterschrieb sie bei Atlético Ouriense. Ab 2016 spielte sie dann für Sporting Lissabon, ehe sie 2022 nach Italien zu Parma Calcio wechselte.

### Nationalmannschaft
Marchão spielte zunächst für die U19-Nationalmannschaft, ehe sie am 8. Juni 2017 im Spiel gegen Wales erstmals für die A-Nationalmannschaft zum Einsatz kam. Für diese spielte sie auch im Rahmen der Qualifikation für die Weltmeisterschaft 2019 sowie bei der Europameisterschaft 2022. Bei der Europameisterschaft kam sie in allen drei Spielen der Gruppe C zum Einsatz, wobei sie einmal eingewechselt wurde und zweimal von Beginn an spielte.
Am 30. Mai 2023 wurde sie für die WM-Endrunde nominiert. Sie kam in zwei Gruppenspielen zum Einsatz und schied mit ihrer Mannschaft als Gruppendritte aus. Immerhin konnten sie gegen Titelverteidiger USA ein torloses Remis erreichen, womit sie nach zehn Niederlagen erstmals nicht gegen die USA verloren.
Am 24. Juni 2025 wurde sie für die EM-Endrunde 2025 nominiert. Sie wurde im zweiten und dritten Gruppenspiel ihrer Mannschaft eingesetzt. Durch zwei Niederlagen und ein Remis schieden die Portugiesinnen aus.

## Erfolge
Schweizer Meisterschaft 2023/24